# Ingrid Hansson
Ingrid Elisabet Hansson, gift Olsson, född 30 december 1918 i Alfshögs församling i Hallands län, död 5 januari 2025 i Sunnersbergs församling i Västra Götalands län, var en svensk friidrottare med hoppgrenar som huvudgren. Hansson var en pionjär inom damidrotten. Hon deltog vid EM i friidrott 1938 (det första EM i friidrott, där damtävlingar var tillåtna även om herrtävlingen hölls separat i Paris).

## Biografi
Ingrid Hansson föddes 1918 i Vessigebro i mellersta Hallands län. Senare flyttade familjen till Vinberg och därefter till Falkenberg. Efter att hon börjat med friidrott tävlade hon i höjdhopp och längdhopp. Hon gick senare med i idrottsföreningen Falkenbergs IK, som hon tävlade för under hela sin aktiva idrottskarriär.
1935 deltog hon i sitt första SM i friidrott då hon tog bronsmedalj i höjdhopp. 1936 blev Hansson silvermästare i grenen. Samma år satte hon även svenskt rekord i längdhopp med 5,39 meter vid tävlingar 28 juni i Falkenberg. I december samma år tilldelades hon första Hallandspostens Guldmedalj för bedriften. 1937 blev hon svensk mästare i höjdhopp och tog bronsmedalj i längdhopp under samma tävling. 1938 tog hon nu svensk mästartitel i längdhopp och bronsmedalj i höjdhopp. 1938 deltog hon även vid EM i friidrott 17 september–18 september på Praterstadion i Wien, under tävlingarna slutade hon på en 12.e plats i längdhopp. 1939 blev Hansson svensk silvermedaljör både i höjdhopp och längdhopp. Senare drog hon sig tillbaka från tävlingslivet.
1941 gifte hon sig med Göte Olsson och familjen flyttade till Lysekil och därefter till Alingsås. Senare flyttade Hansson till Lidköping där hon bodde fram till sin död.